# AltaVista
Pour les articles homonymes, voir Alta Vista.
AltaVista ou Alta Vista (littéralement « vue haute » en espagnol) est un moteur de recherche du World Wide Web. Il fut mis en ligne à l'adresse web altavista.digital.com en décembre 1995 et développé par des chercheurs de Digital Equipment Corporation. Il fut le plus important moteur de recherche textuel utilisé avant son rachat.
Bien qu'il y ait une polémique concernant l'auteur de l'idée originale, on s'accorde à dire que les deux principaux contributeurs ont été Louis Monier, qui a écrit le Robot d'indexation, et Michael Burrows, qui a écrit l'indexeur.
AltaVista a été le premier moteur de recherche capable d'indexer rapidement une bonne partie des pages web existantes et devint immédiatement très populaire. Il fut également le premier moteur de recherche multilingue (la version française fut ouverte le 15 février 2000), ainsi que le premier à lancer la recherche d'images, de fichiers audio et de vidéos. Une innovation majeure était la possibilité d'utilisation par les utilisateurs d'opérateurs boléens : AND, OR, NOT, NEAR, MUST APPEAR et MUST NOT APPEAR, permettant d'affiner la recherche. Le site offrait aussi un service internet gratuit au public. 
AltaVista fonctionnait, en 1998, sur 20 serveurs multiprocesseurs 64 bits Digital Alpha. Au total ces machines étaient dotées de 130 gigaoctets de mémoire vive, de 500 gigaoctets d'espace de disque, et répondaient à 13 millions de requêtes par jour.

## Rachats, fusions et transformation
En 1998, Compaq prend le contrôle de Digital, transforme AltaVista en portail et rachète le domaine altavista.com à la société AltaVista Technology pour 3,3 millions de dollars. L'année suivante, AltaVista est filialisé en une société séparée, dont la majorité du capital est racheté en juin par la société d'investissement CMGI. 
En avril 2000, alors qu'Altavista est utilisé par plus de 17 % des internautes (contre 7 % pour Google), CMGI tente une introduction en bourse pour AltaVista, qui échoue lors de l'éclatement de la bulle internet.
Au début des années 2000, par suite de la perte de qualité des résultats, de la préférence apportée à une stratégie portail au détriment de la recherche, la popularité d'AltaVista déclina progressivement, pour finir par se retrouver au niveau d'un moteur de recherche quelconque dont la pertinence est dépassée par Google.
Il est toutefois resté utilisé pour quelques fonctions très spécifiques comme les recherches sur racine (Exemple « jeune* infirmi* » fera rechercher les pages comportant jeune infirmier, jeune infirmière, jeunes infirmiers et jeunes infirmières en une seule interrogation).
En février 2003, la société Overture Services rachète AltaVista. Puis en juillet 2003, Yahoo! rachète Overture. À la suite de cette acquisition, le moteur d'AltaVista est abandonné et le site Internet éponyme utilise  les fonctionnalités d'Inktomi, le moteur de recherche de Yahoo!.
Fin 2010, Yahoo! décide de se recentrer sur ses activités premières et supprime des emplois. Après que son moteur de recherche Yahoo! Search (en) eut cessé d'utiliser sa propre technologie, une circulaire mise en ligne sur Internet a montré que Yahoo! avait l'intention de se séparer de l'entreprise.
Durant l'été 2013, Yahoo annonce officiellement la fermeture de plusieurs services web au cours de l'année, dont le moteur de recherche AltaVista pour le 8 juillet 2013.

## Services de traduction
AltaVista propose un service de traduction gratuit, sous l'appellation Babelfish, qui permet de convertir automatiquement le texte entre plusieurs langues (technologie Systran). Depuis mai 2008, ce service a été renommé Yahoo! Babelfish.

## Remarques
Il ne faut pas confondre AltaVista avec Astalavista, site de warez qui a eu naguère son heure de gloire.
Les pères fondateurs d'AltaVista, Louis Monier et Michael Burrows, ont travaillé pour d'autres sociétés en particulier Microsoft et Google.